# Aphelopsia striata
Aphelopsia striata är en stekelart som beskrevs av Braet och Barbalho 2003. Aphelopsia striata ingår i släktet Aphelopsia och familjen bracksteklar. Inga underarter finns listade i Catalogue of Life.